# Īl-e Teymūr
Īl-e Teymūr (persiska: ایل تیمور) är en ort i Iran.   Den ligger i provinsen Västazarbaijan, i den nordvästra delen av landet, 500 km väster om huvudstaden Teheran. Īl-e Teymūr ligger 1 461 meter över havet och antalet invånare är 163.
Terrängen runt Īl-e Teymūr är huvudsakligen kuperad, men den allra närmaste omgivningen är platt. Īl-e Teymūr ligger nere i en dal.Runt Īl-e Teymūr är det ganska tätbefolkat, med 60 invånare per kvadratkilometer. Närmaste större samhälle är Māzhgeh, 19,1 km söder om Īl-e Teymūr. Trakten runt Īl-e Teymūr består i huvudsak av gräsmarker.